# L'Homme à la colombe
Pour les articles homonymes, voir La Colombe.
L'Homme à la colombe est un roman de Romain Gary publié en 1958 sous le pseudonyme de Fosco Sinibaldi. L'auteur exerce alors des fonctions diplomatiques qui contrastent avec le ton satirique de ce roman qui a l'ONU pour cadre. Il s'agit aussi du premier roman de Gary publié sous une identité secrète (bien que Romain Gary était aussi au départ un pseudonyme). Après la première publication, Gary a remanié le texte. La version définitive a été publiée par Gallimard en 1984, sous le nom véritable de son auteur.

## Adaptation
L'Homme à la colombe a été adapté pour le théâtre par Romain Gary sous le titre Johnnie Cœur.